# Романова Надія Петрівна
Надія Петрівна (нар. 3 (15) березня 1898, Дюльбер, Російська імперія — пом. 21 квітня 1988, Шантії, Франція) — російська княжна імператорської крові, молодша дочка великого князя Петра Миколайовича та великої княгині Міліци Миколаївни (до шлюбу княжни Чорногорської), правнучка імператора Миколи I.

## Біографія
У Надії була сестра-близнючка Софія, яка померла незабаром після народження. У дитинстві разом із батьками довго жила за кордоном і в Криму.
На початку 1914 року була заручена зі своїм троюрідним братом, князем Олегом Костянтиновичем (сином великого князя Костянтина Костянтиновича), який 27 вересня 1914 року був важко поранений у сутичці з німецькими кавалеристами поблизу села Пільвішкі в районі Владиславова та помер від ран 29 вересня (12 жовтня) 1914 року в Вільно.
12 квітня 1917 року в церкві святої Ніни (Харакс, Крим) стала дружиною князя Миколи Володимировича Орлова (1891—1961), сина генерала В. М. Орлова, та поїхала в еміграцію. Діти:
- Ірина Миколаївна (1918—1989), одружена з Гербертом бароном фон Вальдштаттеном 27 квітня 1946 року в Римі, розлучилися в 1946 році.  Дружина Ентоні Адама Зільстра з 8 січня 1960 року в Гаазі. Мала титул княгині Ірини Орлової. Народила двох дітей: старшу дочку в шлюбі, молодшу дитину після розлучення з першим чоловіком.
  - Елізабет баронеса фон Вальдштаттен (нар. 7 лютого 1944)
  - Алексіс Микола Орлов (нар. 10 вересня 1947)
- Ксенія Миколаївна (1921—1963), одружена з Полем де Монтеньяком 17 квітня 1943 року, розлучилися в 1951 році. Стала дружиною Жана Альбера д'Альмона, барона д'Альмона, 14 березня 1951 року в Парижі. Мала титул княгині Ксенії Орлової.
  - Калікст Ніколя Август де Монтеньак (нар. 24 вересня 1944) — від першого шлюбу
  - Надія д'Альмон, баронеса д'Альмонт (нар. 20 березня 1952) — від другого шлюбу.

Вони були в числі Романових, евакуйованих на британському лінійному кораблі «Мальборо» з Криму. Її малолітня дочка Ірина, яка народилася в березні 1918 року, була найменшою пасажиркою на військовому кораблі.
У березні 1940 року в Белграді шлюб був розірваний.
Надія Петрівна прожила довге життя, вона була найстаршою в сімействі Романових в еміграції. Померла 21 квітня 1988 року у віці 90 років у Шантільї і похована на кладовищі Samois (77-France).